# Twill
Twill (투와일)은 후쿠오카현 출신의 쌍둥이 자매의 R&B 유닛 밴드그룹이다.

## 멤버
- Michiko (1985년 11월 14일생)
- Yoko (1985년 11월 14일생)

## CD

### 앨범
- Before I Fall (존버 레코즈·재팬, 2002년 12월 4일 발매. ZJCD-12001)
- Before I Fall-Limited Edition- (한정반. 존버 레코즈·재팬, 2003년 2월 26일 발매. ZJCD-12002)

### 싱글
- Is it Love
- One Step At A Time
- Story of my life (“F.B.EYE”주제곡)
- Love Friend
- My Step（2009년 9월 30일）
- close to you
- New World（“디지몬 크로스워즈~ 악의 데스제네럴과 7개의 왕국~” 주제곡, 2011년 6월 8일）
- STAND UP（“디지몬 크로스워즈~ 시간을 달리는 소년 헌터들~” 주제곡, 2012년 3월 7일）